# Ericka Huggins
Ericka Huggins (née Jenkins le 5 janvier 1948) est une activiste et universitaire américaine. Elle est une ancienne membre dirigeante du Black Panther Party, et membre du mouvement Black Lives Matter.

## Biographie

### Éducation et carrière
Née Ericka Jenkins à Washington, DC, Huggins était la deuxième d'une fratrie de trois. Après avoir obtenu son diplôme d'études secondaires en 1966, Huggins est acceptée au Cheyney State College. Elle a commencé ses années universitaires à l'Université Lincoln, où elle a rencontré son mari, le vétéran du Vietnam John Huggins. Elle est titulaire d'un Master of Arts (master) en sociologie. En 1972, elle a déménagé en Californie et est élue membre du Berkeley Community Development Council. Elle a été directrice de l' école communautaire d'Oakland du Black Panther Party de 1973 à 1981. Huggins est professeure de sociologie au Laney College (en) d'Oakland et au Berkeley City College (en). En outre, elle a donné des conférences auprès des universités de Stanford, Cornell et UCLA.

### Black Panther Party
Elle devient militante après la Marche sur Washington pour l'emploi et la liberté en 1963.
Après avoir rejoint le Black Panther Party en 1968, Ericka Huggins est devenu une des dirigeantes de la section de Los Angeles. Elle a ensuite codirigé la section de New Haven, Connecticut avec deux autres femmes, Kathleen Neal Cleaver et Elaine Brown. Son mari John Huggins, qui était dirigeant de section de Los Angeles du même parti a été assassiné le 17 janvier 1969, sur le campus de l'UCLA  en raison d'une querelle entre le Black Panther Party et un groupe nationaliste noir, la US Organization (en), qui a été alimenté par le COunter INTELligence PROgram du Federal Bureau of Investigation, série de projets clandestins et illégaux menés par le Federal Bureau of Investigation (FBI) des États-Unis visant à surveiller, infiltrer, discréditer et perturber des organisations politiques américaines.

### Procès à la suite de l'assassinat de Alex Rackley
En 1969, des membres du Black Panther de New Haven (Connecticut) ont torturé et assassiné Alex Rackley (en) qu'ils soupçonnaient d'être un informateur. Avec le cofondateur du Black Panther Party, Bobby Seale, Huggins est accusée de meurtre, d'enlèvement et de complot. Un enregistrement de l'interrogatoire de Rackley où l'on entendait Huggins est écouté pendant le procès. Le procès déclenche des protestations dans tout le pays mettant en doute le fait que les membres du Panther soient jugés dans un procès équitable et critiquant le temps que prend la  procédure de sélection du jury, qui  devient la plus longue de l'histoire de l'État. En mai 1971, le jury a n'ayant pas obtenu l'unanimité requise (10 à 2),  les poursuites sont abandonnées.

### Vie privée
Ericka Huggins épouse en 1967 John Huggins, un ancien chef de la section de Los Angeles, en Californie du Black Panther Party.  Ericka a donné naissance à leur fille, Mai Huggins, à l'âge de 20 ans. Trois mois après la naissance de leur fille, Ericka Huggins devient veuve lorsque John Huggins est tué sur le campus de l'UCLA en janvier 1969. Ericka Huggins assiste à l'enterrement de son mari dans sa ville natale de New Haven. Huggins a deux fils dont un avec James Mott, chanteur principal de The Lumpen, le groupe de chant des Black Panther.